# Michel Granger
Michel Granger (Roanne, 13 ottobre 1946) è un artista francese.

## Biografia
Nato a Roanne nel 1946, Granger si diplomò all'École nationale supérieure des beaux-arts de Lyon nel 1968. Dal 1969 vive a Parigi. Alcune sue illustrazioni apparvero in un'edizione del 1972 del fumetto Pilote. Granger è noto soprattutto in quanto le sue opere sono raffigurate sulle copertine degli album del compositore Jean-Michel Jarre. Quella di Oxygène (1976), ad esempio, raffigura il pianeta Terra la cui superficie distrutta mostra un teschio al suo interno. Nel corso della sua carriera, Granger ha lavorato per Amnesty International, UNICEF, UNESCO e il Festival di Cannes tra gli altri.